# Helter skelter

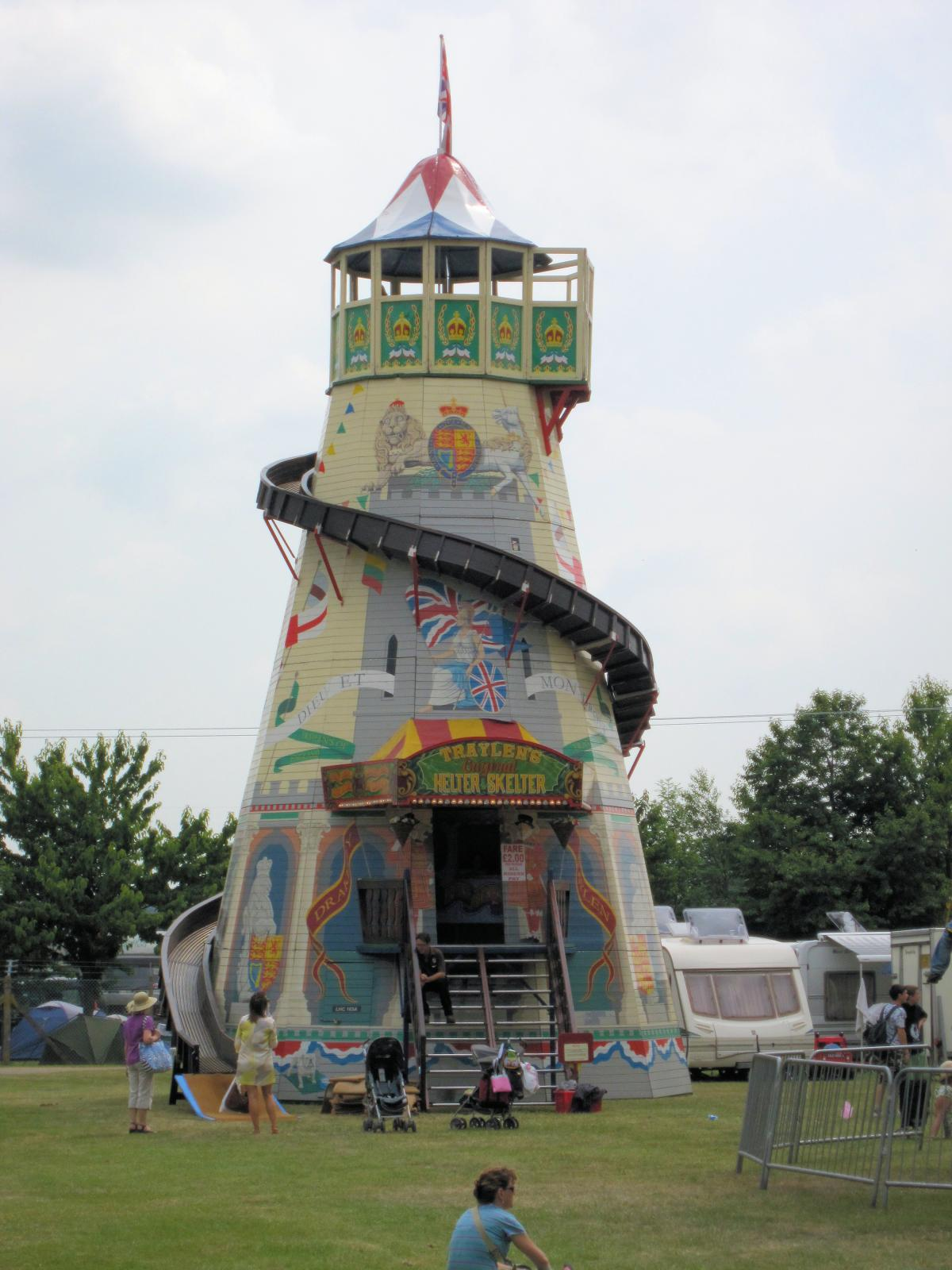
Helter skelter Brightonban.

A helter skelter vidámparki játék: egy torony köré épített spirális csúszda. A játékot használók belülről jutnak fel a torony tetejébe és onnan csúsznak le, általában egy párnán. A játék általában faszerkezetű és a vándor vidámparkok használta változatok szétszerelhetőek. A helter skelter név jobbára a brit angolban használatos.

## A kultúrában
A játék insipirálta a Beatles együttes Helter Skelter című dalát. Ez a dal annyira elbűvölte Charles Mansont, hogy ez is közrejátszott az 1969 nyarán Los Angelesben (és nem bizonyítottan a Death Valley-ben) elkövetett gyilkosságokban. 
 Említi a Genesis Tonight, Tonight, Tonight, a Mötley Crüe Helter Skelter és az Oasis Fade In-Out című dala is.
Az egyik legismertebb faszerkezetű angol helter skelter a brightoni mólón üzemel, látható a Folytassa, amikor Önnek megfelel! című angol vígjátékban.

## Külső hivatkozások
- A Welter of Helter Skelters